# Szymon Hołownia
Szymon Franciszek Hołownia (Białystok, 3 settembre 1976) è un politico, giornalista e conduttore televisivo polacco, Maresciallo del Sejm dal 13 novembre 2023. Dal 3 novembre 2020 è leader del partito Polonia 2050.
Candidato alle elezioni presidenziali polacche del 2020, ha ottenuto il 13,9% dei voti giungendo al terzo posto, mentre dal 2008 al 2019 è stato presentatore del programma Mam talent!, la versione polacca di Got Talent, insieme a Marcin Prokop

## Biografia
Dal 1997 al 2000 ha lavorato come redattore alla Gazeta Wyborcza e dal 2001 al 2004 come editorialista e redattore di Newsweek Polska. Dall'aprile al luglio 2005 è stato vicedirettore della rivista Ozon. Dal settembre 2005 al 2006 ha lavorato quotidianamente per Rzeczpospolita come redattore dell'appendice Plus Minus. Ha pubblicato -tra gli altri- in Kultura Popularna, Machina, Przewodnik Katolicki, Tygodnik Powszechny e Więź. Negli anni 2006–2012 è stato di nuovo editorialista per Newsweek Polska. Da settembre 2012 ad aprile 2013 è stato editorialista del settimanale Wprost. Dal 2015 è editorialista regolare per Tygodnik Powszechny.
È autore di venti libri su questioni sociali e religiose.
Insieme a Marcin Prokop ha co-condotto l'edizione polacca di Got Talent su TVN (2008–2019). Nel 2006 è stato il conduttore del programma "Po prostu pytam" (pl. "Chiedo solo") su TVP1. Negli anni 2007–2012 è stato direttore del programma di Religia.tv. In questa emittente ha ospitato un talk show etico "Między sklepami" (pl. "Between Stores") trasmesso dal centro commerciale Złote Tarasy a Varsavia, il programma "Bóg w wielkim mieście" (pl. "God in the Big City ") e numerosi altri programmi. È stato ospite della rassegna stampa nel programma mattutino Dzień Dobry TVN.

## Impegno umanitario
Ha fondato la filiale di Białystok della fondazione "Pomoc Maltańska". Nell'aprile 2013 ha fondato la fondazione "Kasisi", e l'anno successivo ha costituito la fondazione "Dobra Fabryka". 
In totale, la fondazione aiuta circa 40.000 persone ogni anno. La fondazione "Kasisi" si concentra sulla gestione del più grande orfanotrofio dello Zambia, dove vivono stabilmente più di duecento bambini.
Agisce per i diritti dei bambini. Alla fine del 2019 ha organizzato una raccolta fondi su Facebook, che ha raccolto 2 milioni di PLN (inclusi oltre 1,5 milioni di PLN pagati dalla Fondazione Kulczyk) per l'ulteriore funzionamento della linea di assistenza telefonica per bambini e giovani, gestita dal "Dajemy Dzieciom Siłę" fondazione. Il supporto ha permesso alla linea di funzionare per un altro anno (24 ore al giorno), anche se il suo rifiuto da parte del Ministero della Pubblica Istruzione. È un co-iniziatore del sito Pomocni.info, rivolto a persone in una situazione di vita difficile.
È stato ambasciatore degli Obiettivi di sviluppo sostenibile delle Nazioni Unite.

## Attività politica
L'8 dicembre 2019, al Teatro Shakespeare di Danzica, ha ufficialmente presentato la sua candidatura per le elezioni presidenziali 2020. Il 7 febbraio 2020 ha emesso un manifesto incentrato su quattro aspetti: sicurezza nazionale, protezione ambientale, solidarietà e attività dei governi locali. Il capo del suo staff elettorale è Jacek Cichocki. È stato sostenuto, tra gli altri, da Janina Ochojska. Basa la sua campagna quasi interamente su volontari che operano presso gli uffici locali in 16 grandi città polacche e sui beni di una raccolta fondi pubblica.
Ha ricevuto 2.693.397 voti, pari al 13,9% dei voti totali, arrivando terzo su undici candidati. Dopo le elezioni, ha annunciato la formazione di un nuovo movimento politico chiamato Polonia 2050 (in polacco: Ruch Polska 2050 ).
Nell’ottobre del 2023, in seguito alle elezioni parlamentari, viene eletto membro del Sejm, divenendo in seguito Maresciallo in seguito alla prima riunione del neoeletto parlamento, il 13 novembre 2023.

## Visioni politiche
Hołownia dichiara il suo attaccamento ai principi politici della Polonia, come la democrazia parlamentare, la sovranità, lo stato di diritto, la società civile, la separazione dei poteri e il pluralismo politico. Sottolinea l'importanza della trasformazione politica dopo il 1989, anche se considera negativi alcuni dei suoi effetti. Sottolinea il ruolo dei governi locali. Considera la Costituzione della Polonia come l'atto giuridico supremo e indiscutibile su cui si basa la condotta del presidente. È critico nei confronti del primo ministro Mateusz Morawiecki. Disapprova la crisi della Corte costituzionale fino ad oggi e considera incostituzionali i cambiamenti nel sistema giudiziario attuati da Diritto e Giustizia. Non vuole essere associato a nessuna delle correnti politiche (sinistra, destra o altro), assumendo che si possano trovare accordi e obiettivi comuni con rappresentanti di tutte le opinioni. Valuta positivamente l'appartenenza della Polonia alla NATO, all'Unione europea e al Triangolo di Weimar. Sostiene le buone relazioni della Polonia con l'Ucraina.
Propone un referendum sull'aumento del premio sanitario per riparare l'assistenza sanitaria in Polonia. Secondo lui, la Polonia dovrebbe destinare il 7% del PIL a questo scopo. Sottolinea la necessità di alleggerire il lavoro dei medici e di espandere i servizi di telemedicina. Suggerisce di consegnare gli ospedali con le loro entrate ai governi del voivodato al fine di migliorare la qualità e la disponibilità dei servizi, poiché i consiglieri eletti dai cittadini sarebbero responsabili di loro. A suo avviso, dovrebbe essere istituito un Consiglio nazionale per il clima per sviluppare un piano per la Polonia per raggiungere la neutralità climatica entro il 2050 nell'ambito del Green Deal europeo, compreso un allontanamento dall'energia del carbone. Considera la crisi idrica come uno dei principali problemi ecologici della Polonia. È un sostenitore delle energie rinnovabili. È un sostenitore della separazione tra Chiesa e Stato e critica la posizione privilegiata della Chiesa cattolica in Polonia.